# جزيرة كيمبانغ
جزيرة كيمبانغ وهي جزيرة من جزر إندونيسيا، وتتبع في إقليم كليمنتان الجنوبية في إندونيسيا.